# Oxyoppia saskai
Oxyoppia saskai är en kvalsterart som först beskrevs av Balogh 1961.  Oxyoppia saskai ingår i släktet Oxyoppia och familjen Oppiidae. Inga underarter finns listade i Catalogue of Life.